# Суледжа
Суледжа (англ. Suleja) — город и район местного управления в центральной части Нигерии, на территории штата Нигер.

## История
3 марта 2011 года, во время проходившего в городе предвыборного митинга, проводимого Народно-демократической партией, прогремел взрыв. В результате погибло 3 человека, ранено более 20.

## Географическое положение
Город находится в восточной части штата, вблизи административной границы с Федеральной столичной территорией, на берегу реки Ику (бассейн реки Нигер), у подножья гряды холмов Абучи. Абсолютная высота — 421 метр над уровнем моря.
Суледжа расположена на расстоянии приблизительно 73 километров к юго-востоку от Минны, административного центра штата и на расстоянии 20 километров к западу-северо-западу (WNW) от Абуджи, столицы страны.

## Население
По данным переписи 1991 года численность населения Суледжи составляла 105 075 человек.
Динамика численности населения города по годам:
| 1991    | 2012    |
| ------- | ------- |
| 105 075 | 152 266 |

## Экономика
Основу экономики Суледжи составляют сельскохозяйственное производство, ткачество и производство керамики.